# Isla Valdez
La isla Valdez es una isla marítima rocosa de la Argentina que se halla a 500 metros de la costa en el Departamento Florentino Ameghino de la Provincia del Chubut. 
Se ubica en la boca norte del Golfo San Jorge en el mar Argentino, en la parte sur de la bahía Camarones y Cabo Dos Bahías, al este de bahía Melo y al oeste de la bahía Huevo. La isla está deshabitada y tiene unas dimensiones aproximadas de 1,5 kilómetros de largo por 600 metros de ancho. La superficie total es de 0,9 km².
En 2008 se creó el Parque Interjurisdiccional Marino Costero Patagonia Austral, el cual incluye a la isla Valdez.